# دوري الدرجة الأولى الأرجنتيني 1905
دوري الدرجة الأولى الأرجنتيني 1905 (بالإسبانية: Campeonato de Primera División 1905)‏ هو الموسم 14 من دوري الدرجة الأولى الأرجنتيني. أشرف على تنظيمه اتحاد الأرجنتين لكرة القدم، وكان عدد الأندية المشاركة فيه 7، وفاز فيه Alumni Athletic Club ‏.